# Prambatan Lor
Prambatan Lor is een bestuurslaag in het regentschap Kudus van de provincie Midden-Java, Indonesië. Prambatan Lor telt 8290 inwoners (volkstelling 2010).